# Mštěnovice
Mštěnovice (deutsch Mczenowitz, 1939–1945 Rachendorf) ist ein Ortsteil der Gemeinde Lešná in Tschechien. Er liegt vier Kilometer nördlich von Valašské Meziříčí und gehört zum Okres Vsetín.

## Geographie
Mštěnovice befindet sich am westlichen Fuße der Mährisch-Schlesischen Beskiden auf einer Terrasse rechtsseitig über dem Bečvatal. Nordwestlich von Mštěnovice fließt der Bach Jasenický potok. Nordöstlich erhebt sich der Na Brdech (422 m), im Osten die Obilná (411 m), südöstlich der Helštýn (383 m) und im Nordwesten die Slaná voda (414 m). Südlich des Dorfes verläuft die Europastraße 442/Staatsstraße I/35 zwischen Hranice und Valašské Meziříčí, dahinter liegt das Industriegebiet von Valašské Meziříčí.
Nachbarorte sind Jasenice im Norden, Lipůvka und Hostašovice im Nordosten, Čupka, Obora und Kulíšek im Osten, Bynina im Südosten, Krásno nad Bečvou und Vrbí im Süden, Juřinka und Za Vodou im Südwesten, Lhotka nad Bečvou und Příluky im Westen sowie Lešná und Vysoká im Nordwesten.

## Geschichte
Die erste schriftliche Erwähnung des zur Herrschaft Krásno gehörigen Dorfes Missenowicz erfolgte 1374. 1504 ließ die Herrschaft den Fischteich Smradlák anlegen. Im Jahre 1505 wurde der Ort als Msscenowicz und Msstienowicz bezeichnet. Aus dem Jahre 1517 ist der Ortsname Mštěnovice und von 1535 Msscženowicze überliefert. 1675 fand die Bezeichnung Msstienowitz Verwendung und 1720 wurde das Dorf Mczenowitz genannt. Der Smradlák wurde 1820 abgelassen und die Teichfläche landwirtschaftlich genutzt. Bis zur Mitte des 19. Jahrhunderts blieb das Dorf immer nach Krásno untertänig.
Nach der Aufhebung der Patrimonialherrschaften bildete Mczenowitz ab 1850 eine Gemeinde in der Bezirkshauptmannschaft Valašské Meziříčí. Bis 1860 wurde in der Flur “Na Mušině” eine Eisenerzgrube betrieben. Weiterhin bestand zu dieser Zeit am Hügel “Na Čubkách” ein Steinbruch. Ab 1872 führte die Gemeinde den Namen Mčenovice, von 1881 bis 1893 Mstenovice, danach wieder Mčenovice. Der heutige Ortsname Mštěnovice wurde 1924 eingeführt. Nach der Aufhebung des Okres Valašské Meziříčí wurde Mštěnovice 1960 dem Okres Vsetín zugeordnet. 1976 erfolgte die Eingemeindung nach Lešná. 1991 wurden in Mštěnovice 116 Einwohner gezählt. Beim Zensus von 2001 lebten in den 47 Wohnhäusern des Dorfes 132 Personen.

## Ortsgliederung
Zu Mštěnovice gehört die Ansiedlung Čupka.

## Sehenswürdigkeiten
- Marienstatue, errichtet 1909
- Steinernes Kreuz, geschaffen 1893